# Сивий Мирослав Якович
Мирослав Якович Сивий (нар. 16 лютого 1950, Клебанівка, УРСР) — український науковець у галузі геології та конструктивної географії, доктор географічних наук (2005), професор (2006), академік Національної академії наук вищої освіти України (2019), міжнародний вчитель-викладач (2022). Член Наукового товариства імені Шевченка, Спілки геологів України, Українського географічного товариства.

## Життєпис
Мирослав Сивий народився 16 лютого 1950 у селі Клебанівці, нині Підволочиської громади Тернопільського району Тернопільської области України.
Закінчив геологічний факультет Львівського університету (1972). Працював інженером-геологом у Кизеловській геологорозвідувальній партії Уральської геологорозвідувальної експедиції «Уралвуглерозвідка» (1972—1974, нині РФ), молодшим науковим співробітником Інституту геології та геохімії АН УРСР (м. Львів). Від 1982 — в Тернопільському державному педагогічному університеті (нині ТНПУ): старший викладач катедри географії (1982—1988); доцент (1988—2007), професор-завідувач (2006—2013) катедри фізичної географії; 2013-2020) — завідувач катедри географії та методики її навчання, з 2020 - професор катедри географії та методики її навчання.
Член редколегій наукових часописів: «Історія української географії», «Наукові записки ТНПУ імені В. Гнатюка. Серія: Географія», «Екологічна безпека та збалансоване природокористування» та Тернопільського енциклопедичного словника.   

## Доробок
Автор і співавтор понад 350 наукових праць, у тому числі:10-и монографій, 2-х підручників, 22-х посібників та 3-х довідників.
- монографій «Угленосные формации карбона юго-западной окраины Восточно-Европейской платформы» (1983, співавтор),  «Мінерально-ресурсний потенціал Тернопільської області» (1999, співавтор), «Мінеральні ресурси Поділля конструктивно-географічний аналіз і синтез» (2005), «Природні умови і ресурси Тернопільщини» (2011, співавтор), «Географія мінеральних ресурсів України» (2013, співавтор), «Особливості природокористування в Подільських Товтрах» (2015, співавтор), «Географія Тернопільської області. Т. 1, 2.» (2017, співавтор),  «Ресурсний потенціал Теребовлянщини» (співавтор);
- підручників з грифом МОН України «Геологія з основами палеонтології» (1997), «Геологія» (2003), «Основи палеогеографії» (2022, співавтор);
- посібників для студентів вищих навчальних закладів та вчителів «Лабораторний практикум із геології з основами палеонтології» (1997), «Геологія. Практикум» (2006), «Геологія з основами геохімії та палеонтології», (2011) «Основи інженерної геології» (2013), «Регіональна фізична географія поверхні Землі: Ч. 1. Чинники диференціації природи й головні географічні закономірності поверхні Землі; Ч. 2. Водна поверхня Землі» (2013), «Основи й методи наукових досліджень у фізичній географії» (2014), «Географія мінеральних ресурсів України» (2015), «Інженерна геологія і основи механіки грунтів» (2016), «Регіональна фізична географія поверхні Землі: Ч.3. Суходільна поверхня Землі» (2018), «Геологія» (2019), «Геологія з основами геоморфології» (2021);
- довідників «Кафедра географії і методики її навчання» (2016), «Мінерально-сировинна база та надрокористування в Тернопільській області» (2016), «Геологи і географи Тернопільщини» (2021).

## Нагороди
- лауреат Львівської обласної премії для молодих вчених в галузі науки, техніки і виробництва (1982),
- нагрудний знак МОН України «Відмінник освіти» (2020),
- медаль Ярослава Мудрого НАН вищої освіти України,
- почесна відзнака «Гордість ТНПУ» (2020).